# Триклозан
Триклозанът (5-хлоро-2-(2,4-дихлорофенокси)фенол) е бяло прахообразно бактерицидно и фунгицидно вещество, което се използва при производството на сапун, лосиони, дезодоранти, душ гелове, кремове, пасти за зъби, кухненски прибори, пластмаса и др. Произвежда се в САЩ от 60-те години на 20 век.
Структурата му е сходна на тази на хексахлорофена. Температурата му на топене е 55 – 57 °C. Трудно се разтваря във вода, но е мастноразтворимо вещество и свободно преминава през клетъчните мембрани. Когато проникне в клетката, триклозанът блокира синтеза на ензима еноил-АПБ редуктаза, който е жизненоважен за оцеляването на много бактерии и гъби.
Ако се съедини с хлора, може да се образува хлороформ, който е канцероген.